# Aurelio Sabattani

Sabattanis Kardinalswappen

Aurelio Kardinal Sabattani (* 18. Oktober 1912 in Casal Fiumanese, Provinz Bologna, Italien; † 19. April 2003 im Vatikan) war Prälat der Territorialprälatur Loreto und später Kurienkardinal der römisch-katholischen Kirche.

## Leben
Aurelio Sabattani studierte in Imola, Bologna und Rom die Fächer Katholische Theologie und Philosophie und empfing am 26. Juli 1935 das Sakrament der Priesterweihe. Anschließend trat er in die Dienste des Staatssekretariats, wo er bis 1955 diverse Aufgaben wahrnahm. Darüber hinaus unterrichtete er am Seminar von Imola und war im dortigen Bistum Berater der christlichen Lehrer und Richter am Diözesangericht. 1955 wurde er Auditor beim Gericht der Römischen Rota und betreute als Seelsorger den Katholischen Verband der Physiker.
Am 24. Juni 1965 ernannte ihn Papst Paul VI. zum Titularerzbischof von Iustiniana Prima und zum Prälaten der Territorialprälatur Loreto sowie zum Päpstlichen Gesandten am Heiligtum von Loreto. Die Bischofsweihe spendete ihm am 25. Juli desselben Jahres Kardinalstaatssekretär Amleto Giovanni Cicognani, Kardinalbischof von Frascati; Mitkonsekratoren waren der damalige Kurienerzbischof Francesco Carpino und der Bischof vom Imola, Benigno Carrara. 1971 wurde Aurelio Sabattani Sekretär, 1982 Pro-Präfekt des Obersten Gerichtshofs der Apostolischen Signatur sowie Pro-Präsident des Vatikanischen Berufungsgerichts. Am 2. Februar 1983 nahm ihn Papst Johannes Paul II. als Kardinaldiakon mit der Titeldiakonie Sant’Apollinare alle Terme Neroniane-Alessandrine in das Kardinalskollegium auf und ernannte ihn zum Kardinalpräfekten des Obersten Gerichtshofs der Apostolischen Signatur sowie zum Präsidenten der Dombauhütte von Sankt Peter. Die Leitung der Apostolischen Signatur legte Kardinal Sabattani am 1. Juli 1988, die Leitung der Dombauhütte am 1. Juli 1991 jeweils aus Altersgründen nieder. 1990 rückte er als mittlerweile Dienstältester in seiner Kardinalsklasse zum Kardinalprotodiakon auf, bis er am 5. Juli 1993 unter Beibehaltung seiner Titelkirche zum Kardinalpriester pro hac vice ernannt wurde.
Aurelio Sabattani starb am 19. April 2003 im Vatikan und wurde in der Gruft seiner Familie in Riolo Terme beigesetzt.

## Werke
- De vita et operibus Alexandri Tartagni de Imola. Dissertation, 1939.